# Мур, Генри, 1-й граф Дрохеда
Генри Мур, 1-й граф Дрохеда (англ. Henry Moore, 1st Earl of Drogheda; ? — 11 января 1676) — англо-ирландский пэр, политик и военный.

## Происхождение
Сын Чарльза Мура, 2-го виконта Мура из Дроэды (1603—1643), и его жены, достопочтенной Элис Лофтус, младшей дочери Адама Лофтуса, 1-го виконта Лофтуса (ок. 1568—1643).

## Карьера
Генри Мур заседал в Ирландской палате общин от Арди с 1639 по 1643 год.
7 августа 1643 года после смерти своего отца Генри Мур унаследовал титулы 3-го виконта Мура из Дроэды (Пэрство Ирландии) и 3-го барона Мура из Меллефонта в графстве Лаут (Пэрство Ирландии).
В 1643 году он был назначен кавалерийским полковником и занимал должность губернатора графств Мит и Лаут. Генри Мур служил в силах Конфедеративной Ирландии и сражался в битве при Дунганс-Хилл в августе 1647 года. В 1653 году лорд Мур был вынужден выплатить правительству Протектората 6953 фунта стерлингов, чтобы сохранить свои поместья в соответствии с Законом об урегулировании в Ирландии 1652 года. После Реставрации династии Стюартов в 1660 году Генри Мур был назначен губернатором Дроэды и стал членом Тайного совета Ирландии.
14 июня 1661 года ему был присвоен титул графа Дрохеды в системе Пэрства Ирландии.

## Личная жизнь
Лорд Дрохеда женился на достопочтенной Элис Спенсер (29 декабря 1625 — июль 1696/1712), сестре Генри Спенсера, 1-го графа Сандерленда, пятой дочери Уильяма Спенсера, 2-го барона Спенсера, и леди Пенелопы Риотесли. У них было пятеро детей, в том числе :
- Чарльз Мур, 2-й граф Дрохеда (? — 18 июня 1679)[2], старший сын и преемник отца, который женился на леди Летиции Изабелле Робартес, старшей дочери 1-го графа Рэднора[3].
- Генри Гамильтон-Мур, 3-й граф Дрохеда (? — 7 июня 1714)[1], он женился на Мэри Коул, дочери сэра Джона Коула, 1-го баронета, и Элизабет Чичестер (внучка 1-го виконта Чичестера)[4].
- Достопочтенный Уильям Мур, в 1686 году он женился на Элизабет Леннард, дочери Фрэнсиса Леннарда, 14-го лорда Дакра и Элизабет Бэйнинг, графини Шеппи.
- Леди Мэри Мур (? — 17 марта 1725/1726), вышедшая замуж за Уильяма Рамзи, 3-го графа Далхаузи, сына Джорджа Рамзи, 2-го графа Далхаузи. После его смерти в 1683 году она вышла замуж за Джона Беллендена, 2-го лорда Беллендена, сына Уильяма Кера, 2-го графа Роксбурга. После его смерти она вышла замуж за Сэмюэля Коллинза.
- Леди Элис Мур (? — 25 декабря 1677), в 1667 году она вышла замуж за Генри Гамильтона, 2-го графа Кланбрассила. После его смерти она вышла вторично замуж в 1677 году за Джона Гамильтона, 2-го лорда Баргани.
- Леди Пенелопа Мур, вышедшая замуж за Рэндалла Флеминга, 16-го барона Слейна.

В 1676 году ему наследовал его старший сын Чарльз. Его младший сын Генри, который стал 3-м графом после смерти Чарльза в 1679 году и принял имя Генри Гамильтон-Мур после того, как унаследовал поместья своего зятя Генри Гамильтона, 2-го графа Кланбрассила, построил несколько улиц в Дублине, которые до сих пор носят его имя: Генри-стрит, Мур-стрит, Норт-Эрл-стрит, Оф-Лейн (ныне «Офф-лейн») и Дроэда-стрит.